# Výspa
Výspa (deutsch Dürrengrün, auch Dürrngrün oder Dürngrün) ist ein aufgelassenes Dorf in Tschechien. Es bildet pro Forma einen Ortsteil der Stadt Luby (früher Schönbach), sowie als ehemalige Gemeinde auch eine Katastralgemeinde innerhalb von Luby, mit einer Fläche von 384 Hektar.

## Geographie
Das Dorf lag zwei Kilometer westlich des Ortszentrums von Schönbach (heute Luby im Okres Cheb), und gut 1000 Meter östlich der Grenze zu Deutschland bei Landwüst und Rohrbach in Sachsen.
Im nordwestlichen Teil des Ortsrieds entspringt der Ruder Bach (Liščí potok), der das Gemeindegebiet Richtung Süden durchfließt und der in Dorfmitte zu einem kleinen Dorfteich aufgestaut war. Der Ruder Bach mündet in den Hennebach (Pstruhový potok), dieser in den Fleißenbach (Plesná), dieser schließlich in die Eger.
Der Fuchsberg (Liščí hora), nach dem ein Ried und ein Ortsteil benannt ist, ist eine Erhebung von 658 Metern nordwestlich des Ortes.

## Geschichte

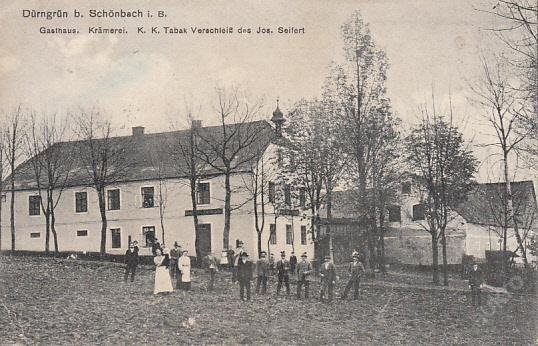
Gasthaus in Dürngrün (1908)

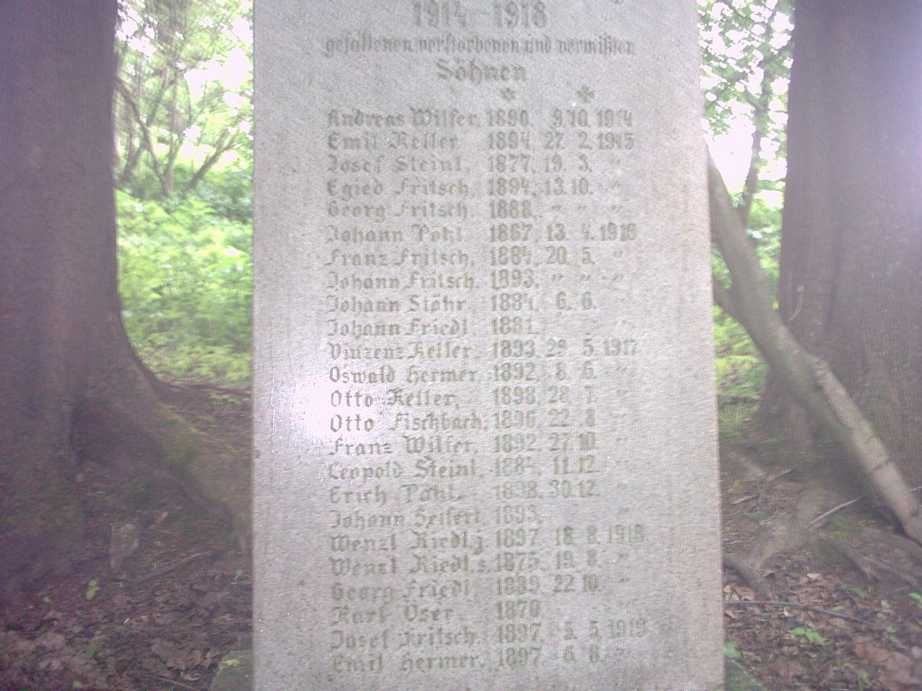
Denkmal im ehemaligen Dürrngrün

Der Ort wurde 1284 erstmals erwähnt als „villa durrengrün“. Die Einwohner lebten hauptsächlich von der Landwirtschaft und Heimarbeit. In Dürngrün waren 30 Instrumenten- und Bestandteilmacher tätig, welche nach Schönbach, Fleißen und Markneukirchen lieferten.
Seit 1828 gab es eine einklassige Volksschule und ab 1882 ein Schulhaus. Daneben existierten die Wirtshäuser „Kaspar Wirtshaus“ und „Fischbach Wirtshaus“. Ab Mitte des 19. Jahrhunderts gehörte die ursprünglich selbständige Gemeinde Dürrengrün zum Gerichtsbezirk Wildstein, später Landkreis Eger, heute Bezirk Eger.
Nach dem Franziszeischen Kataster von 1842 war die alte Gemeinde Dürngrün in vier Riede gegliedert, die mit Buchstaben bezeichnet waren, darunter der Ortsried mit dem Dorf Dürngrün:
- A Ortsried (umgibt das Dorf Dürngrün)
- B Luderbrun (Nordosten, umgibt den Ortsteil Luderbrun)
- C Fuchsberg (Norden und Nordwesten, umgibt den Ortsteil Fuchsberg, auf anderen Karten auch Fuchshäuser)
- D Beind (Süden, umgibt die Ortsteile Holzhäuser und Eisenhammer)

Auf der gleichen Karte sind neben dem eigentlichen Dorf Dürngrün vier weitere Ortsteile auszumachen:
- Dürngrün (Hausnummern 1 bis 23, umgeben vom Ortsried)
- Luderbrun (Hausnummer 25, umgeben vom Ried Luderbrun)
- Fuchsberg oder Fuchshäuser (Hausnummern 26 bis 30, umgeben vom Ried Fuchsberg)
- Holzhäuser (Hausnummern 31 bis 41, umgeben vom Ried Beind)
- Eisenhammer (Hausnummern 42 bis 48, umgeben vom Ried Beind)

Vor dem Zweiten Weltkrieg lebten in Dürrengrün etwa 250 Einwohner, die deutschböhmische Bevölkerung wurde nach 1945 vertrieben. Der Ort wurde Mitte der 1960er Jahre aufgegeben, das Gemeindegebiet 1964 nach Luby eingemeindet.
Heute ist die ehemalige Lage von Dürrngrün durch Laubbäume erkennbar. Der ehemalige Dorfteich ist heute ein verwilderter Sumpf und am Rand des ehemaligen Dorfplatzes wurde der Gedenkstein an die Gefallenen des Ersten Weltkrieges wieder aufgestellt.

### Einwohnerentwicklung
| Jahr | Einwohnerzahl |
| ---- | ------------- |
| 1869 | 346           |
| 1880 | 326           |
| 1890 | 325           |
| 1900 | 314           |

| Jahr | Einwohnerzahl |
| ---- | ------------- |
| 1910 | 296           |
| 1921 | 268           |
| 1930 | 266           |
| 1950 | 36            |

| Jahr | Einwohnerzahl |
| ---- | ------------- |
| 1961 | 9             |
| 1970 | 0             |